# 昆汀·塔伦蒂诺
昆汀·傑羅姆·塔倫提諾（/ˌtærənˈtiːnoʊ/，1963年3月27日—），美國男導演、編劇、監製和演員。他電影的特色為非線性敘事的劇情、諷刺題材、暴力美學、架空歷史以及新黑色電影的風格。
塔倫提諾是一位電影迷，且曾在影帶出租店工作過，且一邊進行培訓。他的職業生涯開始於1980年代末，他自編自導了1987年的短片《我最好朋友的生日》，並為1993年電影《絕命大煞星》提供電影劇本。1990年代初，塔倫提諾成為了一名獨立電影的監製和推出首部執導長片《霸道橫行》; 該片於1992年上映並被奉為經典和邪典上的一震撼彈，它被《帝國雜誌》稱為「史上最偉大的獨立電影」。1994年，塔倫提諾趁勢拍了第二部電影《黑色追緝令》，這也成為了一個他職業生涯相當重要的關鍵和商業上的成功，電影被《娛樂周刊》評為在過去的25年來（1983年至2008年）最偉大的新黑色犯罪電影。他於1997年推出了黑人剝削電影電影《黑色終結令》，該片改編自小說《朗姆混合酒》。
他的另一代表作《追殺比爾》类似傳統的復仇電影，但融合了日本劍道、中國武術、義大利式西部片和義大利式犯罪片，该作分成兩部電影發行，第一部和第二部分別上映於2003年、上映於2004年。塔倫提諾的2007年電影《不死殺陣》是與好友勞勃·羅里葛茲共同合作的《刑房》中的一部分連映電影。
而他拖延已久的《惡棍特工》是一部關於刺殺納粹德國領導人的虛構歷史故事，電影發布於2009年並獲得普遍好評。2012年，他的《決殺令》是一部設定於戰前世代的美國深南部的背景作品；除了好評外也成為他職業生涯最賣座的電影（全球票房4.25億美元）。塔倫提諾的第八部電影《八惡人》於2015年底以70毫米電影的格式在美國限定地區上映，並獲得了正面的評價。
他的第九部電影《從前，有個好萊塢》於2019年暑期上映，是塔倫提諾職業生涯中最高的開盤週末成績（美國首週末開出4030萬美元的票房），故事背景設定於架空歷史的1969年洛杉磯，主要描述美國60年代洛杉磯的蓬勃與衰落，該片獲得正面的評價，也在影獎季競賽中入圍和贏得許多獎項。
塔倫提諾的電影叫好又叫座。他曾獲得多項大獎，其中包括兩座奧斯卡金像獎、四座金球獎、兩座英國電影學院獎和一座金棕櫚獎，並還提名過黃金時段艾美獎與葛萊美獎。他受《時代雜誌》於2005年評為「全球100名最具影響力的人物」。影評人及歷史學家彼得·波丹諾維茲也曾稱他為「在他那世代中最有影響力的導演」。

## 個人生活
昆汀·塔伦蒂诺出生在田纳西州的诺克斯维尔，他的父亲托尼·塔伦蒂诺是名意大利裔的演员，母亲康妮·麦克休有切罗基人和爱尔兰人血统。塔倫天奴在出道前當過租片店店員，並特別留意顧客愛看的類型，他提到這是日後的靈感來源之一。
他和一些演藝圈女性有過戀愛關係，例如演員美娜·索菲諾、茱麗·德雷福斯、莎兒·傑克森、導演艾利森·安德斯、蘇菲亞·哥普拉、喜劇演員凱西·格里芬、趙牡丹。他提到鄔瑪·舒曼是他的繆斯女神，但澄清說和她之間的感情完全是柏拉圖式的。
他最好的朋友之一是罗伯特·罗德里格兹，兩人甚至互稱兄弟。他們的合作遠從《殺出個黎明》開始，該片由塔倫天奴編劇，罗德里格兹執導，《荷里活有間怪酒店》（兩人共同編劇與執導），《萬惡城市》一直到《刑房》。是塔倫提諾建議罗德里格兹他的《殺手悲歌》三部曲的最終作名為《英雄不回頭》，對塞吉歐·李昂尼名作《萬里狂沙萬里仇》和《義薄雲天》致敬。兩人也都是製作公司法外之徒製片公司的成員。（該公司所屬著名導演還包括了吳宇森和盧貝松）。洛迪格斯曾幫他的《追殺比爾2：愛的大逃殺》製作配樂，只收了一塊錢。他後來在洛迪格斯2005年作品《萬惡城市》中負責執導了一個場景，也只收了一塊。洛迪格斯也是帶領他進入數位電影攝影法的人。在這之前，他是一直支持傳統攝影法的。
他也是日本導演三池崇史的朋友。他曾請三池在艾利·羅斯的電影《殺人慾室》中客串。塔倫天奴後來在三池的電影《日式牛仔一品鍋》的片頭出現作為回報。
在《花花公子》的訪問，他提到在拍《追殺比爾》時自己會吸大麻和用搖頭丸。
他在超脫樂團1993年的專輯《母體》後面感謝名單裡出現，但他名字卻被拼錯了。他於是乎在《黑色追緝令》的原聲帶感謝名單中加上超脫樂團，但附一行字“RIP Kurt”（寇特·柯本是該樂團主唱）。寇特和他太太寇特妮·洛芙拒絕演出《黑色追緝令》中的蘭斯和茱蒂。
於2014年11月曾說過，自己將在導演完第十部電影後退休，截至《從前，有個好萊塢》為止，已經導完九部電影。然而，當談論到《星際爭霸戰》是否為昆汀執導的最後一部也就是第十部電影時，他持保留態度，不確定是否會這麼做。

## 風格

### 主要特色
其作品常以分格鏡頭，非線性敘事法進行。另外，場景中常有大量的髒話，以及誇張的血腥與死亡場面。其血腥畫面不著重寫實與恐懼感，而在人物對暴力輕鬆舒暢的態度及幽默造成的有趣不協調感，將暴力娛樂化。
其劇中人物時常有暱稱，例如《黑色追緝令》中的Honey Bunny、Pumpkin，《落水狗》中的Heist Crew、Stuntman Mike、Jungle Julia，《杀死比尔》中的許多角色。
其中也常出現“墨西哥式決鬥”場景，即好幾人持槍互相指著對方的場景，這是刻意模仿1960年至1970年代意大利式西部片的做法。
他的《黑色追緝令》對當代電影界有著深遠的影響，例如後來的一些電影佳作如蘇格蘭電影《猜火車》、德國電影《羅拉快跑》、巴西電影《上帝之城》以及墨西哥電影《愛情像母狗》等明顯受其影響。他所導演電影的主要特點是善於借鑑多種電影手法，把暴力娛樂化（即所謂的「暴力美學」），而不是像奧利佛·史東等現代主義導演那樣利用電影中的暴力來反思社會制度。

### 影響
在2012年的《视与听》杂志中，昆汀·塔伦蒂诺列出了自己心中的史上前十二佳片：《獨行俠決鬥地獄門》、《赤膽屠龍》、《計程車司機》、《女友禮拜五》、《終極雷霆彈》、《皆大歡喜》、《龍虎榜》、《魔女嘉莉》、《意亂情迷》、《天下第一拳》，以及《钻石与罪犯》，其中《黄金三镖客》是昆汀最喜爱的电影。
他也是凯文·史密斯的支持者，而史密斯的《無事生非》和他的《黑色追緝令》則在同期發表。他並在1997年提過，史密斯的《猜·情·尋》是他最喜愛的電影之一。
2020年，葛莉塔·潔薇在棕櫚泉國際影展上頒發「年度導演獎」給塔倫提諾時致詞說道：
「…他的電影可以殺死希特勒、解放黑奴、並給莎朗蒂多一個夏天…他使電影本身像電影一樣重要，就像它們是高級藝術，它們確實是。它們用誇張的說法向普羅大眾講出最深刻的真理，並充滿信心地相信，每個人都將因經驗而變得更好。」，讓塔倫提諾導演感動落淚。

### 塔倫提諾最愛的影片
在2012年 Sight & Sound 雜誌，每10年舉辦一次最佳電影的投票，當代導演被要求選出10部電影。然而，塔倫提諾選擇了12部，列表如下：
- 《現代啟示錄》（Apocalypse Now）
- 《少棒闖天下》（The Bad News Bears）
- 《魔女嘉莉》（Carrie）
- 《年少輕狂》（Dazed and Confused）
- 《黃昏三鑣客》（The Good, the Bad and the Ugly）
- 《第三集中營》（The Great Escape）
- 《女友禮拜五》（His Girl Friday）
- 《大白鯊》（Jaws）
- 《美雛成行》（Pretty Maids All in a Row）
- 《終極雷霆彈》（Rolling Thunder）
- 《千驚萬險（英语：Sorcerer (film)）》（Sorcerer）
- 《計程車司機》（Taxi Driver）

2019年，IndieWire 網站整理出塔倫提諾最喜歡的30部電影（不分先後順序）：
- 《現代啟示錄》(Apocalypse Now) 1979 ／ 法蘭西斯·柯波拉 (Francis Coppola)
- 《切膚之愛》(Audition) 1999 ／ 三池崇史 (Takashi Miike)
- 《少棒闖天下》(The Bad News Bears) 1976 ／ 麥可·瑞契（英语：Michael Ritchie (filmmaker)） (Michael Ritchie)
- 《大逃殺》(Battle Royale) 2000 ／深作欣二 (Kinji Fukasaku)
- 《不羈夜》(Boogie Nights) 1997 ／ 保羅·湯瑪斯·安德森 (Paul Thomas Anderson)
- 《魔女嘉莉》(Carrie) 1976 ／ 布萊恩·狄帕瑪 (Brian De Palma)
- 《年少輕狂》(Dazed and Confused) 1993 ／李察·林克雷特 (Richard Linklater)
- 《厄夜變奏曲 》(Dogville) 2003 ／ 拉斯·馮·提爾 (Lars Von Trier)
- 《嗑到荼靡》(Enter the Void) 2009 ／ 加斯帕·諾埃 (Gaspar Noe)
- 《鬥陣俱樂部》(Fight Club) 1999 ／ 大衛·芬奇 (David Fincher)
- 《紐約哈哈哈》(Frances Ha) 2012 ／ 諾亞·波拜克 (Noah Baumbach)
- 《黃昏三鏢客》(The Good, the Ugly, the Bad) 1966 ／塞吉歐李昂尼(Sergio Leone)
- 《第三集中營》(The Great Escape) 1963 ／ 約翰·司圖加(John Sturges)
- 《駭人怪物》(The Host) 2006 ／ 奉俊昊(Joon-ho Bong)
- 《小報妙冤家》(His Girl Friday) 1940 ／ 霍華·霍克斯(Howard Hawks)
- 《大白鯊》(Jaws) 1975 ／ 史蒂芬史匹柏 (Steven Spielberg)
- 《瘋狂麥斯：憤怒道》(Mad Max: Fury Road) 2015 ／ 喬治·米勒 (George Miller)
- 《駭客任務》(The Matrix) 1999 ／華卓斯基姐妹 (The Wachowskis)
- 《殺人回憶》(Memories of Murder) 2003 ／ 奉俊昊 (Joon-ho Bong)
- 《警察故事III超級警察》(Police Story 3: Super Cop) 1992 ／ 唐季禮
- 《活人甡吃》(Shaun of the Dead) 2004 ／ 艾德格·萊特 (Edgar Wright)
- 《切膚慾謀》(The Skin I Live In) 2011 ／ 佩德羅·阿莫多瓦 (Pedro Almodovar)
- 《千驚萬險（英语：Sorcerer (film)）》(Sorcerer) 1977 ／ 威廉·弗萊德金 (William Friedkin)
- 《捍衛戰警》(Speed) 1994 ／ 簡·德·邦特 (Jan De Bont)
- 《計程車司機》(Taxi Driver) ／ 馬丁史柯西斯 (Martin Scrosese)
- 《美國戰隊：世界警察》(Team America：World Police) 2004 ／ 特雷·帕克 (Trey Parker)，定格動畫
- 《黑金企業》(There Will Be Blood) 2007 ／ 保羅·湯瑪斯·安德森 (Paul Thomas Anderson)
- 《玩具總動員 3》(Toy Story 3) 2010 ／ 李·安克里奇 (Lee Unkrich)
- 《驚心動魄》(Unbreakable) 2000 ／ 奈特·沙馬蘭 (M. Night Shyamalan)
- 《半熟男女》(Young Adult) 2011 ／ 傑森·瑞特曼 (Jason Reitman)

2020年，塔倫提諾在《首映》雜誌專訪時表示，由大衛·芬奇執導的《社群網戰》是他2010年代心目中第一名的電影，其次是由克里斯多福·諾蘭執導的《敦克爾克大行動》。

## 作品列表
| 標題                      | 上映日期（美國） | 製作公司                | 預算                   | 票房                   |
| ------------------------- | ---------------- | ----------------------- | ---------------------- | ---------------------- |
| 《霸道橫行》              | 1992年10月23日   | 米拉麥克斯影業          | 120萬美元              | 2200萬美元             |
| 《黑色追緝令》            | 1994年10月14日   | 米拉麥克斯影業          | 850萬美元              | 2.13億美元             |
| 《黑色終結令》            | 1997年12月25日   | 米拉麥克斯影業          | 1200萬美元             | 8400萬美元             |
| 《追殺比爾》              | 2003年10月10日   | 米拉麥克斯影業          | 3000萬美元             | 1.8億美元              |
| 《追殺比爾2：愛的大逃殺》 | 2004年4月16日    | 米拉麥克斯影業          | 3000萬美元             | 1.52億美元             |
| 《不死殺陣》              | 2007年4月6日     | 次元影業                | 5300萬美元（《刑房》） | 2542萬美元（《刑房》） |
| 《惡棍特工》              | 2009年8月21日    | 溫斯坦影業 環球影業     | 7500萬美元             | 3.21億美元             |
| 《決殺令》                | 2012年12月25日   | 溫斯坦影業 哥倫比亞影業 | 1億美元                | 4.25億美元             |
| 《八惡人》                | 2015年12月25日   | 溫斯坦影業              | 4400萬美元             | 1.55億美元             |
| 《從前，有個好萊塢》      | 2019年7月26日    | 索尼影視發行            | 9600萬美元             | 3.89億美元             |

### 合作演員
他長期與特定某幾位演員合作，其中與森姆·積遜（Samuel L. Jackson）次數最多（共合作六次）。
| 演員              | 霸道橫行 | 黑色追緝令 | 瘋狂終結者 | 黑色終結令 | 追殺比爾 | 不死殺陣 | 惡棍特工 | 決殺令 | 八惡人 | 從前，有個好萊塢 |
| ----------------- | -------- | ---------- | ---------- | ---------- | -------- | -------- | -------- | ------ | ------ | ---------------- |
| 迈克尔·巴考尔     |          |            |            |            |          | O        | O        | O      |        |                  |
| 佐伊·贝尔         |          |            |            |            | O        | O        | O        | O      |        | O                |
| 邁克爾·鮑文       |          |            |            | O          | O        |          |          | O      |        |                  |
| 史蒂夫·布西密     | O        | O          |            |            |          |          |          |        |        |                  |
| 保羅·卡爾德隆     |          | O          | O          |            |          |          |          |        |        |                  |
| 劳拉·凯洛蒂       |          |            |            |            | O        |          |          | O      |        |                  |
| 布魯斯·鄧恩       |          |            |            |            |          |          |          | O      | O      | O                |
| 奥玛·杜姆         |          |            |            |            |          | O        | O        |        |        |                  |
| 朱莉·德赖弗斯     |          |            |            |            | O        |          | O        |        |        |                  |
| 華頓·哥金斯       |          |            |            |            |          |          |          | O      | O      |                  |
| 凱西·格里芬       |          | O          | O          |            |          |          |          |        |        |                  |
| 希德·海格         |          |            |            | O          | O        |          |          |        |        |                  |
| 森姆·積遜         |          | O          |            | O          | O        |          | O        | O      | O      |                  |
| 琳达·凯伊         | O        | O          |            |            |          |          |          |        |        |                  |
| 哈维·凯特尔       | O        | O          |            |            |          |          | O        |        |        |                  |
| Helen Kim         |          |            |            |            | O        | O        |          |        |        |                  |
| 迈克尔·马德森     | O        |            |            |            | O        |          |          |        | O      | O                |
| 詹姆士·帕克斯     |          |            |            |            | O        | O        |          | O      |        |                  |
| 麥可·帕克斯       |          |            |            |            | O        | O        |          | O      |        |                  |
| 伊萊·羅斯         |          |            |            |            |          | O        | O        |        |        |                  |
| 添·羅夫           | O        | O          | O          |            |          |          |          |        | O      |                  |
| 庫爾特·拉塞爾     |          |            |            |            |          | O        |          |        | O      | O                |
| 奧瑪·花曼         |          | O          |            |            | O        |          |          |        |        |                  |
| 克里斯多夫·華茲   |          |            |            |            |          |          | O        | O      |        |                  |
| 布魯斯·威利       |          | O          | O          |            |          |          |          |        |        |                  |
| 布萊德·彼特       |          |            |            |            |          |          | O        |        |        | O                |
| 李奧納多·狄卡皮歐 |          |            |            |            |          |          |          | O      |        | O                |
| 凱斯·傑佛森       |          |            |            |            |          |          |          | O      | O      | O                |

## 纪录片
BBC在1994年拍摄了一部昆汀·塔伦蒂诺的纪录片《好莱坞奇才昆汀·塔伦蒂诺》（Quentin Tarantino: Hollywood's Boy Wonder）。

## 外部連結
- 昆汀·塔伦蒂诺在互联网电影资料库（IMDb）上的資料（英文）
- 昆汀·塔伦蒂诺在爛番茄上的頁面（英文）
- 昆汀·塔伦蒂诺在豆瓣上的资料（简体中文）